# 1647
- Wikisource

| Calendário gregoriano                                                        | 1647 MDCXLVII                       |
| Ab urbe condita                                                              | 2400                                |
| Calendário arménio                                                           | 1096 – 1097                         |
| Calendário bahá'í                                                            | -197 – -196                         |
| Calendário budista                                                           | 2191                                |
| Calendário chinês                                                            | 4343 – 4344 Início a 5 de fevereiro |
| Calendário copta                                                             | 1363 – 1364                         |
| Calendário etíope                                                            | 1639 – 1640                         |
| Calendários hindus - Vikram Samvat - Calendário nacional indiano - Cáli Iuga | 1702 – 1703 1568 – 1569 4747 – 4748 |
| Calendário Holoceno                                                          | 11647                               |
| Calendário islâmico                                                          | 1057 – 1058                         |
| Calendário judaico                                                           | 5407 – 5408                         |
| Calendário persa                                                             | 1025 – 1026                         |
| Calendário rúnico                                                            | 1897                                |
| Calendário solar tailandês                                                   | 2190                                |

1647 (MDCXLVII, na numeração romana)  foi um ano comum do século XVII do actual Calendário Gregoriano, da Era de Cristo, a sua letra dominical foi F (52 semanas), teve início a uma terça-feira e terminou também a uma terça-feira.
| Ano completo                       |
| ---------------------------------- |
| Ano comum com início à terça-feira |

## Eventos
- Referências à existência do Porto da Urzelina, na localidade da Urzelina, ilha de São Jorge, que teve grande importância durante o Ciclo da laranja e também na exportação dos vinhos Verdelho e Terrenatez[1].
- O curato da Urzelina separou-se da freguesia das Manadas e foi elevado a paróquia[2].
- Devido ao mau tempo e a uma crise sísmica na ilha Terceira houve grande fome nesta ilha e na ilha de São Jorge, as Câmaras municias locais tiveram de intervir para evitar a fome.
- Crise sísmica na ilha Terceira.
- Construção de uma vigia na freguesia das Manadas que além de servir como vigia da baleia terá servido vigia de qualquer embarcação que se aproxima-se da costa para saber se se tratava de uma embarcação de piratas ou corsários.

### Em andamento
- Guerra civil inglesa (1642–1649).
- Guerra dos Trinta Anos (1618–1648).

## Mortes
- 25 de Outubro - Evangelista Torricelli, físico e matemático italiano (n. 1608).
- 14 de Fevereiro - Petrus Mulerius, Professor de Física e Botânica da Universidade de Gröningen (n. 1599).